# Chebzie
Chebzie (tiếng Đức: Morgenroth) là một quận ở phía đông của Ruda ląska, Silesian Voivodeship, miền nam Ba Lan. Nó có diện tích 1,7 km² và có 1.101 người sinh sống.

## Lịch sử
Khu định cư phát triển xung quanh một quán trọ được xây dựng vào cuối thế kỷ 18. Như Hebzie, lần đầu tiên nó được đề cập vào năm 1844. Vào năm 1822, nhà máy luyện kẽm Gute Hoffnung đã được mở tại đây, một người khác, Morgenroth, bắt đầu hoạt động vào năm 1925.
Sau Thế chiến II Chebzie thuộc về gmina Godula, nhưng bị tách ra và sáp nhập vào Nowy Bytom vào năm 1951, và là một phần của Nowy Bytom đã được hợp nhất với Ruda để thành lập Ruda ląska vào ngày 31 tháng 12 năm 1958.